# Alphitonia philippinensis
Alphitonia philippinensis là một loài thực vật có hoa trong họ Táo. Loài này được Braid mô tả khoa học đầu tiên năm 1925.